# Yamaguchi Takayuki
Takayuki Yamaguchi (sinh ngày 1 tháng 8 năm 1973) là một cầu thủ bóng đá người Nhật Bản.

## Sự nghiệp câu lạc bộ
Takayuki Yamaguchi đã từng chơi cho Verdy Kawasaki, Brummell Sendai, Kyoto Purple Sanga, Vissel Kobe, Gamba Osaka, Thespa Kusatsu, Sagan Tosu và FC Machida Zelvia.